# Raurisertal

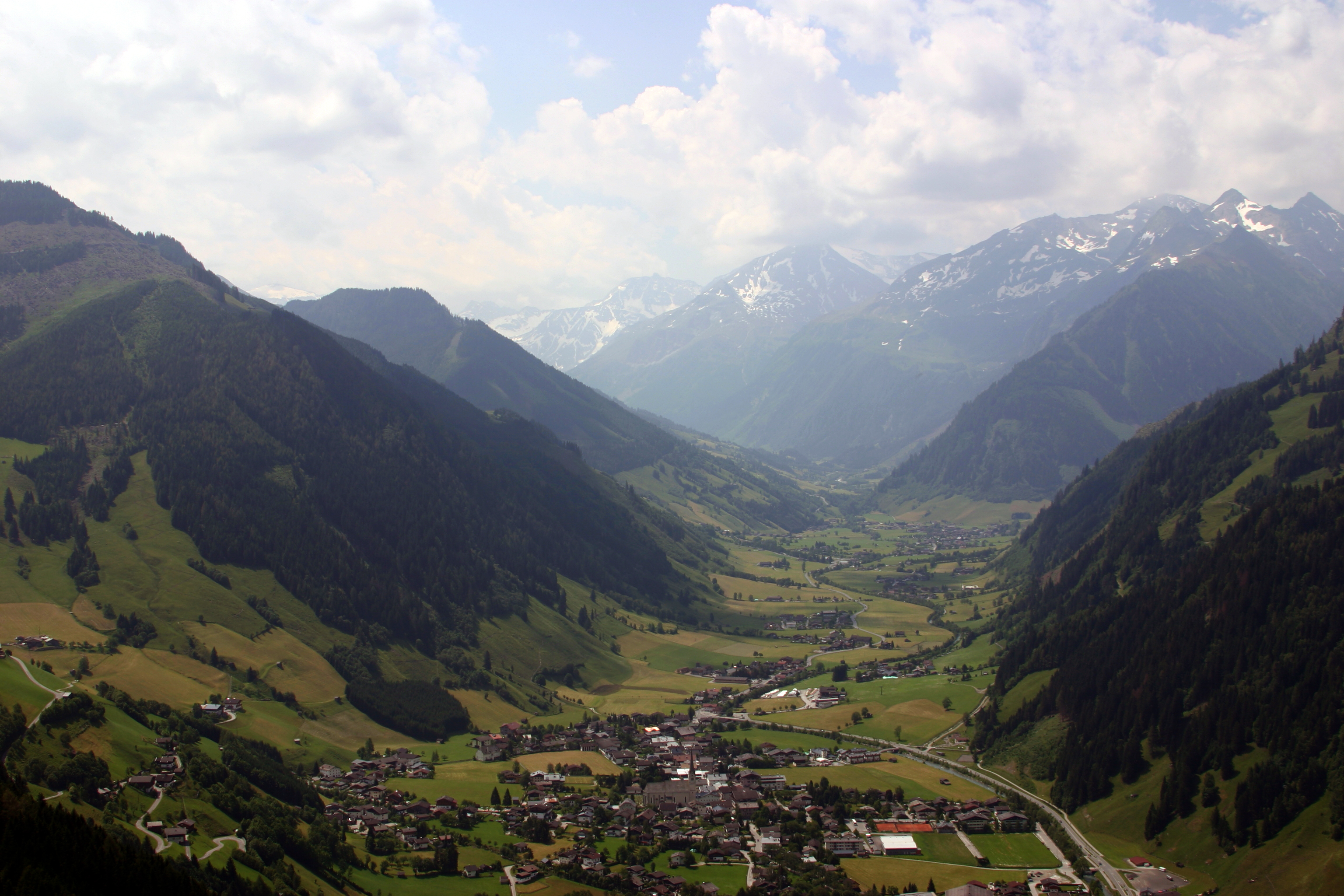
Blick ins Raurisertal nach Süden, vorne Rauris, in der Bildmitte Wörth, wo von rechts die Seidlwinklache einfließt und mit der Hüttwinklache die Rauriser Ache bildet. Im Hintergrund am Eingang zum Krumltal der Ritterkopf in Wolken.

Das Raurisertal ist das Tal der Rauriser Ache im Gemeindegebiet von Rauris im Bezirk Zell am See im Land Salzburg in Österreich. Es liegt nördlich des Alpenhauptkamms zwischen dem Fuschertal (zum Großglockner) im Westen und dem Gasteiner Tal im Osten und mündet nach der Kitzlochklamm in das Salzachtal. Hauptort ist Rauris.
Es wird zwischen dem unteren eigentlichen Rauristal zwischen Taxenbach und Wörth und dem hinteren Rauristal oberhalb von Wörth unterschieden, das auch Hüttwinkltal genannt wird und dessen Abschluss Kolm-Saigurn heißt. Dieser Talbereich ist besonders durch den Jahrhunderte währenden Goldabbau bekannt sowie als ein Geierrefugium, auch da hier Bartgeier aus dem Tiergarten Hellbrunn ausgewildert wurden.
Bei Wörth zweigt südwestlich das Seidlwinkltal ab, in dem die alte Römerstraße auf das Mittertörl verlief, die mit dem Bau der heutigen Großglockner-Hochalpenstraße ihre Bedeutung verloren hat. Im oberen Talabschnitt der Seidlwinkl-Ache, in etwa 1530 Metern Höhe, liegt das Rauriser Tauernhaus, eine auf das spätmittelalterliche Säumerwesen zurückgehende Schutzhütte.
Südlich von Bucheben nimmt die Hüttwinkl-Ache den von Westen her einmündenden Krumlbach auf. In dem abzweigenden Seitental, dem Krumltal, befindet sich neben der Bräualm in etwa 1600 m Höhe eine Beobachtungsstation des WWF für Adler, Gänsegeier und insbesondere Bartgeier. Die hier erstmals 1986 im Rahmen einer versuchten Wiederansiedlung ausgesetzten Vögel bezogen in Moosenwand und Rote Wand traditionelle Schlafplätze der Geier in den Hohen Tauern. Nachdem bis 1999 über 30 Bartgeier freigelassen wurden, konnte im März 2010 das erste Junge freilebender Bartgeier im Rauriser Krumltal gesichtet werden.